# عبودية النساء في الولايات المتحدة

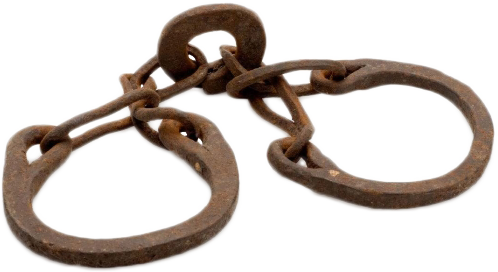

وُجدت العبودية في أمريكا الشمالية منذ السنوات الأولى من الفترة الاستعمارية حتى عام 1865 عندما ألغى التعديل الثالث عشر العبودية في جميع أنحاء الولايات المتحدة. أُلغيَت عند القبائل الهندية المستقلة في الأراضي الهندية من خلال معاهدات السلام الجديدة التي طالبت بها الولايات المتحدة بعد الحرب.
خلال معظم القرن السابع عشر وجزء من القرن الثامن عشر، فاق عدد العبيد الذكور عدد العبيد الإناث، ما أدى إلى اختلاف التجارب التي عاشتها كل مجموعة في المستعمرات. واجه كل من الرجال والنساء الأمريكيين من أصول إفريقية -الذين عاشوا وعملوا في مجموعة واسعة من الظروف والمناطق- تجاربَ متنوعة من الاستعباد. مع تزايد أعداد النساء الأفريقيات المُختطفات، والمولودات على أنهن من العبيد في المستعمرات، توازنت نسب العبيد بين الجنسَين بين عامي 1730 و1750.
«يعود الوضع الفريد للأنثى الأمريكية من أصول إفريقية إلى أنها تقف على مفترق طرق بين اثنتَين من أكثر الأيديولوجيات تطورًا في أمريكا، وهما الأيديولوجية المتعلقة بالمرأة وتلك المتعلقة بالزنوج». بسبب حملهنّ هويّتَي كل من الأنثى والإنسان الأسود، واجهت النساء الأفريقيات المستعبدات كلًا من العنصرية والتمييز الجنسي.

## المستعمرة الأمريكية

### فرجينيا
في الفترة من عام 1700 وحتى 1740، استُورد ما يُقدر بـ43,000 عبدًا إلى فرجينيا، وكانوا كلهم تقريبًا -ما عدا 4,000 عبد- مستوردين من أفريقيا مباشرةً. تشير المعرفة الحديثة إلى أن عدد النساء والرجال الذين استُوردوا في تلك الفترة كان متساويًا إلى حد ما، وشمل عددًا كبيرًا من الأطفال. وبما أن معظمهم كان من غرب أفريقيا، فقد كانت ثقافات تلك البلاد مركزيةً في حياة العبيد خلال منتصف القرن الثامن عشر إلى أواخره في فرجينيا. سادت القيم الأفريقية، ومُثّلت ثقافات المرأة غرب الأفريقية تمثيلًا قويًا. كانت بعض الصور الثقافية السائدة هي الروابط العميقة والقوية بين الأم وطفلها، وبين النساء في المجتمع الأنثوي الأكبر. من بين مجموعة الإغبو العرقية على وجه الخصوص (من نيجيريا الحالية)، التي ضمت ثلث العبيد المستورَدين إلى نصفهم في أوائل القرن الثامن عشر، حكمت السلطة النسائية (الأومو) «على مجموعة واسعة من القضايا ذات الأهمية للنساء على وجه الخصوص وللمجتمع كله». تمثل الإغبو مجموعة واحدة من الأشخاص الذين أُحضروا إلى تشيسابيك، ولكن بشكل عام، يعود الأفارقة إلى مجموعة متنوعة للغاية من الخلفيات الثقافية. وقد جاؤوا كلهم من عوالم كانت فيها المجتمعات النسائية قوية، وأُدخِلوا بعدها إلى مجتمع ذكوري وعنصري واستغلالي عنيف؛ إذ كان الرجال البيض عادةً يصفون كل النساء السود على أنهن متحمسات جنسيًا، وذلك لتبرير ما كان يحصل من الاعتداءات الجنسية والتمازج العرقي.
لم تكن الفتيات في فرجينيا –وخاصة السوداوات- متعلمات، وكان معظمهن أميات. شغلت النساء من العبيد الأفريقيات والأمريكيات من أصول أفريقية مجموعة واسعة من الوظائف. كانت المستعمرات الجنوبية مجتمعات زراعية إلى حد كبير وكانت النساء المستعبدات يعملن في الحقول، فيزرعن ويتولين الأعمال المنزلية، ولكن كنّ في الغالب يعملن في المجال المنزلي، والتمريض، ورعاية الأطفال، والطبخ، وغسل الملابس، إلخ. 

### نيو إنجلاند
يميز المؤرخ آيرا برلين بين «مجتمعات العبيد» و«المجتمعات التي تضم عبيدًا». اعتُبرت نيو إنجلاند مجتمعًا يضم عبيدًا يعتمدون على التجارة البحرية والزراعة المتنوعة، على عكس مجتمعات العبيد في الجنوب، التي كانت «تعتمد اجتماعيًا واقتصاديًا وسياسيًا على عمل العبيد، وكان عدد سكانها من العبيد مرتفعًا، وسمحت للسادة فيها بسلطة واسعة على عبيدهم دون رادع من القانون». ضمت نيو إنجلاند عددًا صغيرًا من العبيد، وكان الأسياد يرون أنفسهم أولياء أمور يحملون واجب حماية عبيدهم وتوجيههم ورعايتهم. حظيت النساء المستعبدات في نيو إنجلاند بفرصة أكبر للسعي لحريتهن أكثر من أي مكان آخر بسبب «النظام القانوني في نيو إنجلاند، وتكرار حالات الإعتاق من قبل الملّاك، وفرص التأجير، وخاصة بين الرجال المستعبدين، الذين انتهزوا الفرصة لكسب ما يكفي من المال لشراء زوجة وأولاد».
شغلت النساء المستعبدات إلى حد كبير أدوار «أعمال النساء» التقليدية وغالبًا ما كُنّ يُستأجَرن يوميًا. كن يعملن بشكل رئيس خادمات، وفي المطبخ، والحظيرة، والحديقة. وقمن بمهام ذليلة واستعبادية: لمّعن الأدوات الفضية أو الأثاث للعائلة، وساعدن في الملابس والشعر، وحضّرن مياه الحمامات، وحلقن للرجال، وأكملن الأعمال المنزلية الوضيعة مثل كنس الأرض، وإفراغ أواني التبول التي كانت في الغرف، وحمل غالونات من الماء يوميًا، وغسل الصحون، والتخمير، ورعاية الأطفال الصغار والمسنين، والطبخ والخبز، وحلب الأبقار، وإطعام الدجاج والغزل والحياكة، وتمشيط الصوف أو القطن، والخياطة، وغسل الملابس. كان عملهن اليومي أقل تطلبًا من العمل الميداني للنساء المستعبدات في مناطق أخرى. ومع ذلك، عملت النساء المستعبدات في نيو إنجلاند بجد، وغالبًا ضمن ظروف معيشية سيئة وسوء تغذية. «نتيجة للعمل الشاق، وظروف السكن الرديئة، وعدم كفاية الغذاء، لم تعش المرأة السوداء العادية بعد الأربعين عامًا».
كانت تُقدّم النساء المستعبدات إلى النساء البيض كهدايا من أزواجهن، وبمناسبة الأعراس وعيد الميلاد. أما فكرة أن أسياد نيو إنجلاند قد عاملوا عبيدهم بلطف أكبر بالمقارنة مع ملّاك العبيد الجنوبيين فليست إلا أسطورة. كان للعبيد القليل من حرية التنقل وافتقروا إلى الحصول على تعليم أو أي تدريب. «إن العدد المسجل للعبيد الذين وسمهم أصحابهم كملكية خاصة، أو ثُقبت آذانهم، أو هربوا، أو انتحروا، أو عانوا من تفكك أسرهم، أو بِيعوا بشكل سري لملّاك جدد في بربادوس في الأيام الأخيرة من الحرب الثورية قبل أن يصبحوا عديمي القيمة؛ يبدو كافيًا لدحض أسطورة الأسياد اللطيفين. ضرب هؤلاء الأسياد عبيدهم بالسياط عندما كانوا يستشيطون غضبًا، أو عندما يتوفر بين أيديهم سوط الخيل بسهولة». أُجبرت النساء المُستعبدات أحيانًا على الدخول في علاقات جنسية مع العبيد من الرجال بغرض الحمل القسري. ولم يكن غريبًا أيضًا أن تتعرض النساء المستعبدات للاغتصاب وأن يحملن من قبل أسيادهنّ في بعض الحالات.

### المستعمرات الجنوبية
بصرف النظر عن الموقع، عانى العبيد من حياة صعبة مهينة، لكن العمل في المستعمرات الجنوبية كان أشد قسوة. كانت المستعمرات الجنوبية من مجتمعات العبيد، أي «كانت تعتمد اجتماعيًا واقتصاديًا وسياسيًا على عمل العبيد، وكان عدد سكانها من العبيد مرتفعًا، وسمحت للسادة فيها بسلطة واسعة على عبيدهم دون رادع من القانون». كانت المزارعُ هيكل القوة الاقتصادية في الجنوب، وكان عمل العبيد من الذكور والإناث هو أساسها. في وقت مبكر، عمل العبيد في الجنوب أساسًا في الزراعة، وفي الحقول والمزارع التي تزرع نباتات النيلة الزرقاء والأرز والتبغ، وأصبح القطن محصولًا مهمًا بعد تسعينيات القرن الثامن عشر. عملت النساء المستعبدات في مجموعة واسعة من الوظائف. كان من المتوقع منهنّ أن يعملن ميدانيًا بالإضافة إلى إنجاب الأطفال، ويزدن عدد العبيد بهذه الطريقة. في السنوات التي سبقت الثورة الأمريكية، ارتفع عدد العبيد الإناث بشكل رئيس نتيجة الزيادة الطبيعية وليس بسبب الاستيراد. «بمجرد أن أدرك أصحاب الرقيق أن الوظيفة الإنجابية للمرأة المستعبدة يمكن أن تحقق ربحًا، أصبح التلاعب بالعلاقات الجنسية الإنجابية جزءًا لا يتجزأ من الاستغلال الجنسي للعبيد الإناث». تولت العديد من النساء المستعبدات تربية أطفالهن دون مساعدة كبيرة من الذكور.